# 鬼童院
《鬼童院》（西班牙語：El espinazo del diablo，又譯「惡魔的脊椎骨」），2001年西班牙和墨西哥兩國合製的恐怖電影，由葛雷摩·戴托羅自製自編自導，他曾在 DVD 講評音軌裡表示本片是他的最愛。背景設定在1939年西班牙內戰期間的育幼院，一天夜裡，轟炸機凌空拋下一枚炸彈掉在育幼院中庭，結果竟然沒有爆炸，不過一名院內孩童卻就此失蹤，從此院內就出現了一個「嘆息鬼」。

## 外部連結
- 《鬼童院》官方網站
- 互联网电影数据库（IMDb）上《鬼童院》的资料（英文）